# Piramidele din Güímar

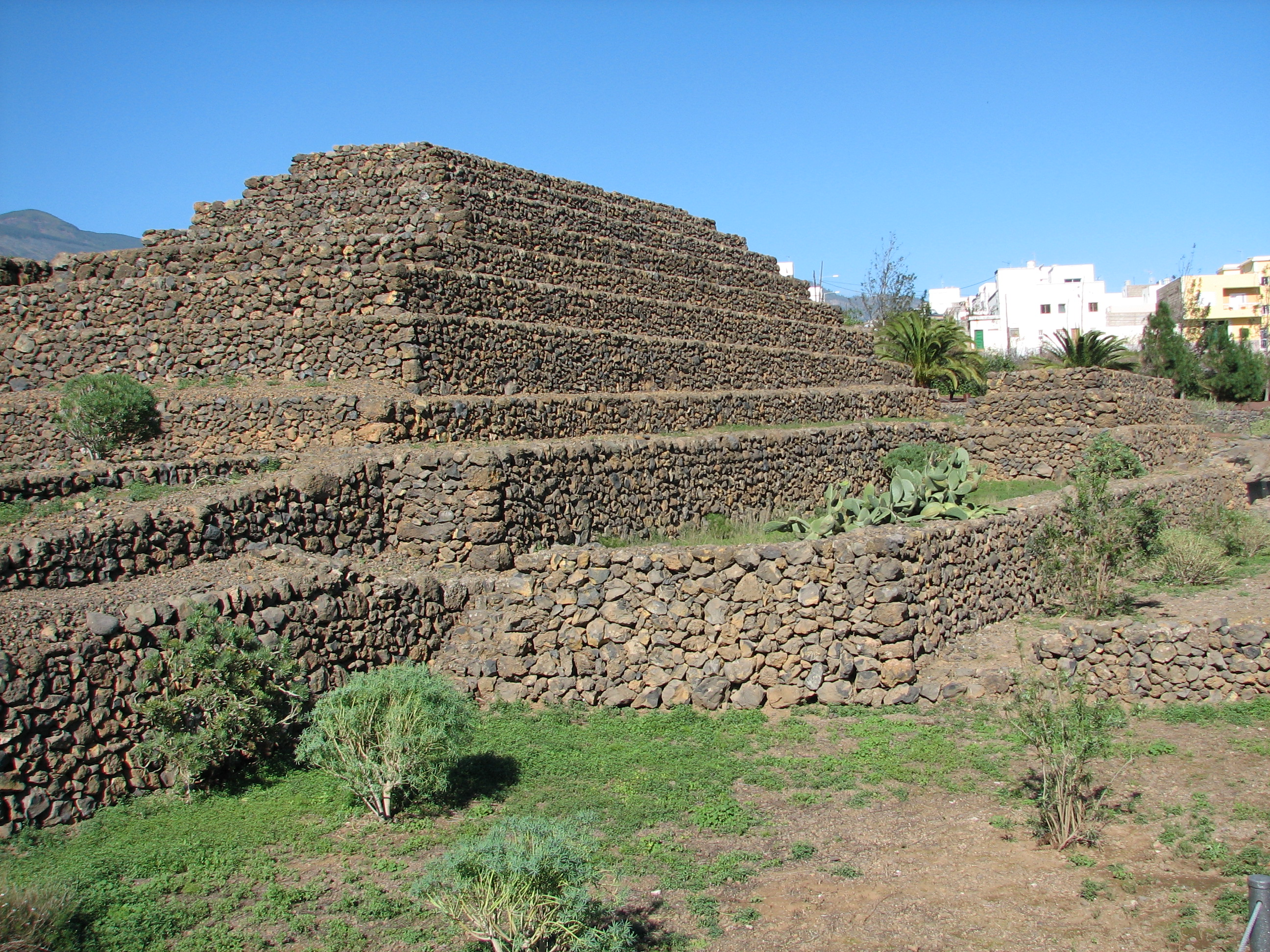
Piramidele din Güímar

Piramidele lui Guimar se află în Insulele Canare, Spania. Construite din rocă vulcanică, piramidele de pe insula Tenerife au o origine controversată.
Mulți oameni de știință cred că piramidele sunt doar simple terase acoperite cu pietre în mod natural și nu o minune antică.
Alții cred că au fost făcute de oameni și sunt asemănătoare, ca și tehnică, cu cele din Mexic, Peru și Mesopotamia.
Există speculații că ar fi fost clădite de preeuropenii care navigau pe vremuri în Oceanul Atlantic.